# Bánó András
Bánó András (Budapest, 1949. július 12. –) Pulitzer-emlékdíjas magyar újságíró, szerkesztő, műsorvezető. 2016-ig az ATV Híradójának főszerkesztője illetve A tét című elemzőműsor szerkesztő-műsorvezetője volt. 2017-től a Heti TV munkatársaként dolgozott.

## Életpályája
Szülei Bánó Endre grafikus és László Hedvig voltak. 1969-ben indult a Pályabelépőn, az Magyar Televízió és a Képes Sport közös sportriporteri pályázatán. Bejutott a legjobb 12-be, és a Képes Sporthoz került.
1974-ben elvégezte Vitray Tamás riporter tanfolyamát, majd külsőzni kezdett az MTV Telesport című műsorában. Ugyanabban az évben jogi doktorátust szerzett. 1978-tól Vitray ajánlására a TV-Híradóhoz került, ahol műsorvezető, szerkesztő, majd főszerkesztő-helyettes lett. Nevéhez fűződik az 1980-as években a sportösszefoglalók megújulása a TV Híradó adásaiban. 1991-ben alapította az Esti Egyenleg című hírműsort, amit az 1992. október 23-i állami ünnepségen készült videófelvételekkel kapcsolatos kazettahamisítási ügy miatt 1993-ban szüntettek meg, miután október 26-án a műsor „belső és külső munkatársai” az MTV alelnökének címzett levélben azt írták: „az Esti Egyenleg belső és külső munkatársai úgy döntöttek, hogy a jelenlegi körülmények között Murányi László ideiglenes főszerkesztősége alatt nem tudják folytatni munkájukat.”

Az Objektív című, akkor új elemzőműsornak műsorvezetője, 1994-1996 között főszerkesztője lett. A műsort végül 1996. december 26-án szüntette meg a televízió új elnöke, Peták István.
Majd tíz éven át dolgozott a Nap-kelte című műsorban, amelyből 2008-ban kitiltották, mivel megsértette a televíziós etikettet. (A Kereszttűzben vendégeivel „indulatosan” és „érzelmektől túlfűtött” hangnemben beszélt.)
Akkor Kálmán Olga hívására került az ATV-hez. Itt előbb az Egyenes Beszéd, majd a Pont 7 című műsorokat vezette. Később az ATV híradó főszerkesztője és a TÉT című politikai elemző- és véleményműsor szerkesztő-műsorvezetője lett. 2016 decemberében távozott az ATV-től.
2015-ben a TV13 (Bp. 13. kerületi TV) elindította a Bánó és Bolgár – 40 perc közélet című politikai elemző műsorát.
2017-ben a Heti TV-nél, Magyarország első zsidó közösségi televíziójánál folytatta pályafutását. Itt a Kultúrfelelős, a Licit   a Média, a Kvartett és a Heti Sport című műsorok szerkesztő-műsorvezetője lett.
2018. május 8-tól a Rádió Bézsen, minden kedden este hat órától, egyórás klasszikus zenei műsort vezet Violinkulcs néven.

## Munkahelyek
- Képes Sport (1969–1978)
- Magyar Televízió (1978–1997)
- Blikk (1998–2000)
- Nap TV (1998–2008)
- ATV (2008–2016)
- Heti TV (2017–2018)
- TV13 (2015–2024)
- Rádió Bézs (2018–2021)
- Hírklikk (2021–2024)

## Könyvei
- Műértők 5 - Bánó András Beszélgetőkönyve (Makláry Artworks Kft., 2023)
- Műértők 4 - Bánó András Beszélgetőkönyve (Makláry Artworks Kft., 2022)
- Műértők 3 - Bánó András Beszélgetőkönyve (Makláry Artworks Kft., 2022)
- Műértők 2 - Bánó András Beszélgetőkönyve (Makláry Artworks Kft., 2021)
- Műértők - Beszélgetőkönyv (Makláry Artworks Kft., 2019)
- Bálint gazda, a száz éves kertész /Bálint György – Bánó András/ (Helikon Kiadó, 2019)
- A műgyűjtő - Beszélgetőkönyv /Bánó András – Antal Péter/ (Makláry Artworks Kft., 2018)
- Hét Nap, Hét Éjjel /Bánó András – Szegedi Sándor/ (Scolar Könyvkiadó, 2014)
- Észbontó Élet – Kövesdy Pál regényes története (Scolar Könyvkiadó, 2013)
- Magic Hungary /Bánó András – Bodnár János/ (Magic Glória Kiadó, 2010)